# Iglesia de Nuestra Señora de Yanguas (Ágreda)
Las ruinas de la Iglesia de Nuestra Señora de Yanguas forman parte de una iglesia de estilo gótico tardío localizada en la Plaza de Castejón en la villa de Ágreda, provincia de Soria, Castilla y León, España. 
De esta iglesia, construida en el siglo XVI se conserva el ábside cubierto con bóveda de crucería. En los contrafuertes se pueden observar algunos escudos labrados. La ruina se encuentra en estado de abandono. La iglesia fue abandonada cuando se trasladó el culto de la Virgen de los Milagros a la iglesia del convento de San Agustín, por ser esa más suntuosa.
En origen se consagró a San Martín y, posteriormente, se cambió su advocación por la de Nuestra Señora de Yanguas, nombre con el que se identifica en
la actualidad, ya que fueron los lugareños de esa población los que repoblaron el Barrio de la Peña, donde se ubica. Popularmente también se denomina
como la Virgen Vieja o Nuestra Señora del Río.
A mediados del siglo XIX (1857) derribaron parte de la estructura religiosa y los pies de la nave permaneciendo en pie la cabecera de la que sólo se
conserva la Capilla Mayor, patrocinio de la familia Castejón. Es de planta rectangular, con sus paredes articuladas en tramos por medio de semicolumnas
con baquetones adosados. Al exterior son visibles el muro y contrafuertes del lado sur, estando embutidos en las edificaciones actuales los de los lados
norte y este. De alguno de ellos sobresale la ornamentación de la fachada con arco conopial y ventanas enmarcadas y con celosías en el dintel.
El inmueble fue afectado por la pavimentación en la calle Antonio, adosado al templo, para conectar la calle Arco con la Plaza Castejón. En la adecuación
de su entorno salió a la luz el área cementerial que albergaba en el interior de la nave, fechada desde finales del siglo XVI a las últimas décadas del XVIII. 

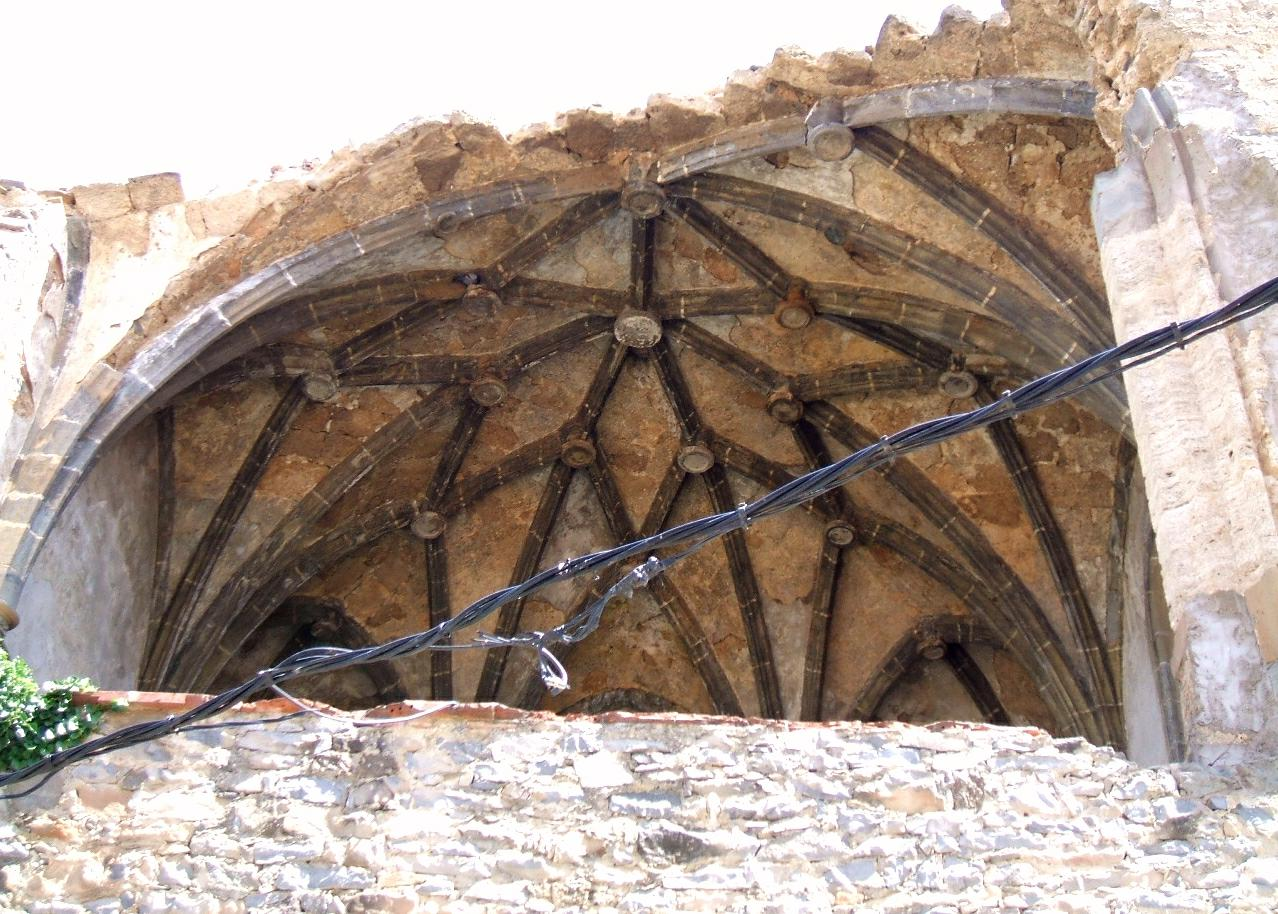
Detalle de la cúpula

Posibilidad de puesta en valor de los restos constructivos y su entorno. Se autoriza cualquier tipo de obra permitida por la legislación vigente siempre con la
aplicación de lo estipulado en estas normas para el nivel de protección planteado. Cualquier obra que conlleve afección sobre el bien deberá contar con los
permisos de los Organismos Competentes en materia de Cultura, quienes determinarán sobre las actuaciones a seguir en cada caso. Se tenderá a la
conservación de los restos estructurales vinculados con el edificio y/o singulares (paramentos, emblemas, escudos, piezas singulares, etc.,) siendo
prioritarias las actuaciones vinculadas con su investigación, restauración, conservación, documentación (mediante excavaciones arqueológicas,
sondeos estratigráficos, aplicación de analíticas, lecturas murarias, etc.) puesta en valor y, en general, cualquier otra que redunde en un mayor
conocimiento y protección del bien y su entorno. Para ello se redactarán los proyectos oportunos, que contarán con la autorización por parte de la
administración autonómica competente. Sobre la intervención en el edificio se atenderá a lo estipulado en las fichas-catálogo del Plan Especial sobre el
elemento.
Se autoriza cualquier tipo de obra permitida por la legislación vigente siempre con la aplicación de lo estipulado en estas normas para el nivel de protección planteado. En la zona delimitada se llevarán a cabo sondeos arqueológicos de comprobación. Su metodología, número y disposición será coordinado con el órgano competente en materia de protección de Patrimonio Histórico. En obras menores de urbanización e infraestructura o cualquier otra que conlleve
movimientos de tierra de escasa entidad o afecte a zonas previamente alteradas, será posible modificar la metodología, cambiando los sondeos de
comprobación por la realización de controles arqueológicos de los movimientos de tierra, siempre que se justifique de forma razonada. Si de su resultado
se dedujese la necesidad de extender la intervención arqueológica en función de la importancia de los hallazgos, se procederá a proseguir con sondeos
estratigráficos de mayor módulo o en área abierta y/o a continuar con controles arqueológicos. Ante la realización de movimientos de tierra en la zona delimitada se controlarán arqueológicamente todos aquellos desmontes que conlleven afección de niveles bajo Cota O.
- Datos: Q5909380
- Multimedia: Church of Nuestra Señora de Yanguas, Ágreda / Q5909380